# Jaroslavice
Jaroslavice – wieś oraz gmina, położona w kraju południowomorawskim, w powiecie Znojmo, w Czechach.
Z Jaroslavic pochodził Ferdinand Hompesch-Bollheim.

## Atrakcje
- Zamek Jaroslavice, pierwotnie renesansowy, na miejscu zamku z XIII wieku, w sąsiedztwie parku krajobrazowego
- Kościół św. Idziego
- Pręgierz, w kinie
- Kalwaria
- Kolumna z figurą Matki Boskiej na placu z XVIII wieku
- Posąg św. Antoniego z Padwy
- Posąg św. Donata
- rzeźba Pietà